# Hemiacris dromedarius
Hemiacris dromedarius är en insektsart som beskrevs av Willy Adolf Theodor Ramme 1929. Hemiacris dromedarius ingår i släktet Hemiacris och familjen gräshoppor. Inga underarter finns listade i Catalogue of Life.